# Allen Butler Talcott

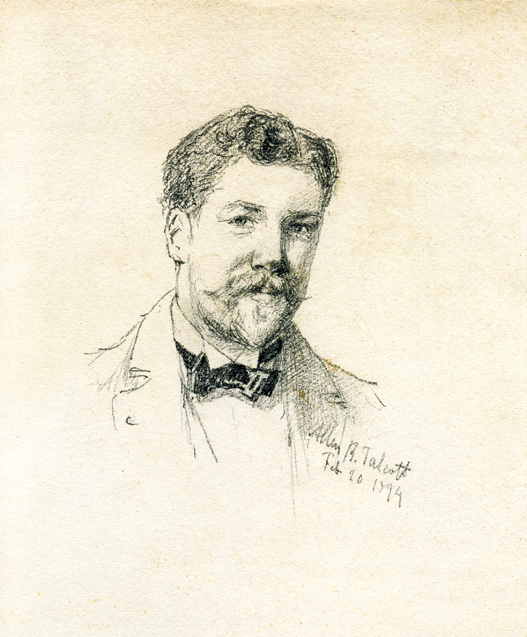
Autorretrato, 1894

Allen Butler Talcott (8 de abril de 1867 – 1 de junio de 1908) fue un pintor paisajista estadounidense. Después de estudiar arte en París durante tres años en la Académie Julian, regresó a los Estados Unidos, convirtiéndose en uno de los primeros miembros de la Old Lyme Art Colony en Connecticut. Sus pinturas, generalmente paisajes que representan el paisaje local y, a menudo, ejecutadas al aire libre, estaban generalmente ejecutadas en el estilo de Barbizon y dentro del Tonalistmo, a veces incorporando elementos del impresionismo. Fue especialmente conocido y respetado por sus pinturas de árboles. Después de ocho veranos en Old Lyme, murió allí a la edad de 41 años.

## Infancia y formación
Allen Butler Talcott nació el 8 de abril de 1867 en Hartford, Connecticut, en una familia establecida y prominente de Nueva Inglaterra. Sus inclinaciones artísticas se hicieron evidentes a una edad temprana, ya que hacia bocetos de sus maestros y compañeros de estudios en los márgenes de sus libros de la escuela primaria.
Asistió al Trinity College en Hartford y recibió su diploma en 1890. Su educación artística formal comenzó en la Hartford Art Society, donde estudió con el pintor Dwight William Tryon. Se trasladó a Manhattan mientras estudiaba por un corto tiempo en la Art Students League de Nueva York. Luego se fue a París para asistir a la Académie Julian durante tres años, estudiando con Jean-Paul Laurens y Benjamin Constant. Su obra recibió su primer reconocimiento artístico durante este período en Francia, ya que sus pinturas se exhibieron en los Salones de París de 1893 y 1894. 

## Obra

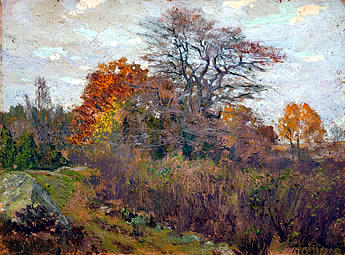
Prado de lyme

Talcott vivió en Arles en 1897, alquilando la casa de Vincent van Gogh, junto con Frank DuMond.  Regresó a Hartford, donde instaló un estudio, que mantuvo durante algunos años. Después volvió a Nueva York, uniéndose a un complejo de estudio cooperativo que había sido establecido por Henry Ward Ranger. Ranger se hizo amigo de Talcott y tuvo una gran influencia en su arte.  Ranger también fue fundador de Old Lyme Art Colony en Connecticut y Talcott se convirtió en uno de los primeros artistas en unirse. Cuando llegó por primera vez en 1901, se hospedó en la pensión de Florence Griswold, que más tarde se convertiría en un museo de arte. Trabajaba en su estudio de la ciudad de Nueva York durante los inviernos y pasaba los veranos en Old Lyme durante ocho años, hasta su muerte allí en 1908.
El estilo pictórico de la Escuela de Barbizon fue popular entre los artistas de los Estados Unidos durante este período. Entre Ranger y otros artistas de Old Lyme, evolucionó una variante, el tonalismo, en la que la paleta consistía en unos pocos colores apagados. Talcott también se había aficionado al impresionismo francés y estuvo expuesto a su equivalente estadounidense en Cos Cob, Connecticut, a fines de la década de 1890. Allí, artistas como Childe Hassam y John Henry Twachtman estaban desarrollando el estilo artístico. Pero Ranger y Tryon fueron influencias más fuertes en Talcott, y sus primeras pinturas allí son principalmente paisajes en tonos marrones, verdes y dorados dentro del tonalismo dominante en el círculo de Old Lyme.

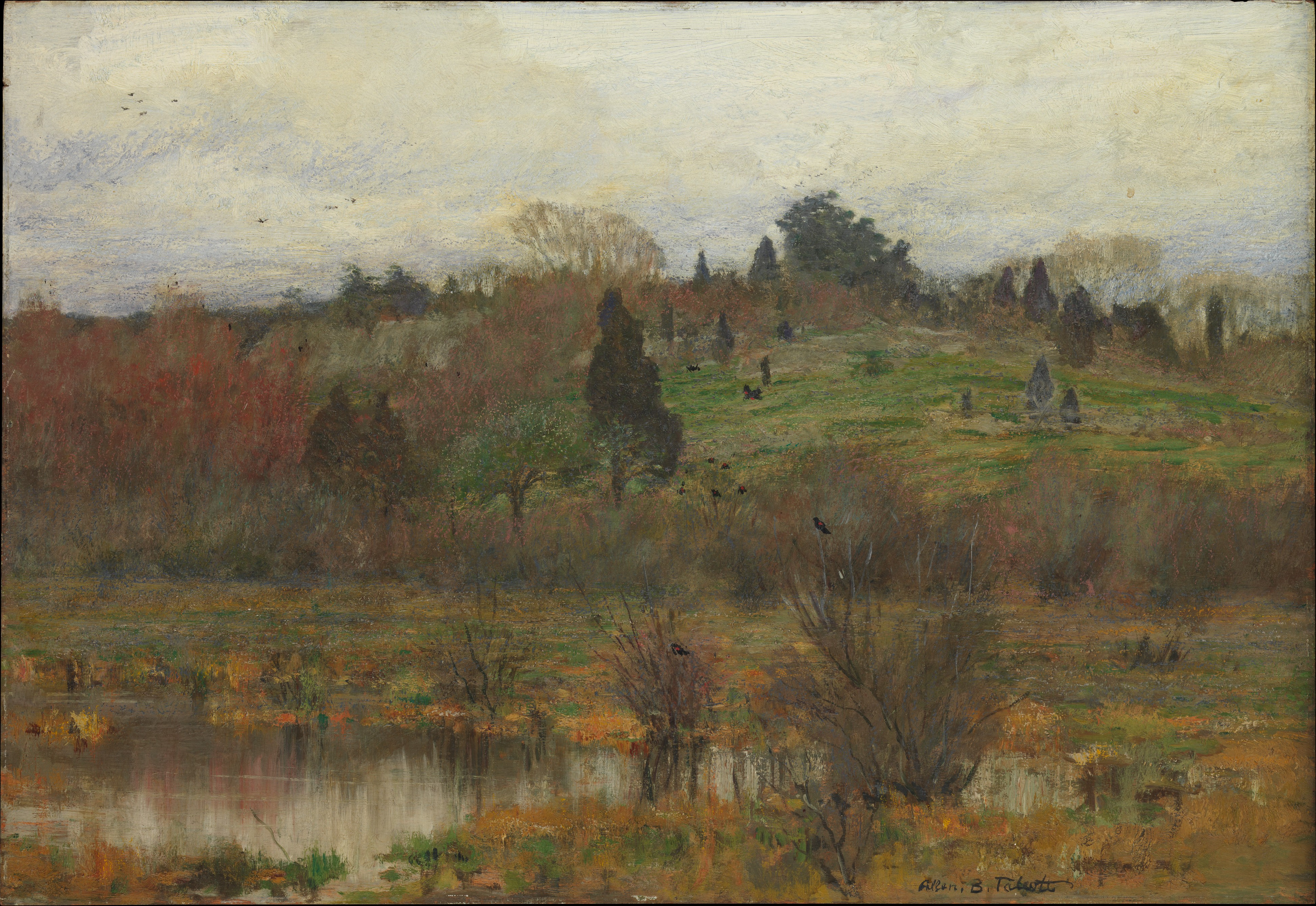
El regreso del alirrojo

Talcott compró una finca en Old Lyme con vistas al río Connecticut en 1903. Por esta época, Hassam estaba llevando el impresionismo a la colonia, y muchos de los artistas, incluido Talcott, comenzaron a moverse en esa dirección. Sin embargo, no adoptó completamente los principios del impresionismo, sino que integró ciertos aspectos en sus pinturas tonalistas. Mantuvo el interés tonalista en un conjunto unificado de colores, al tiempo que incorporó la concentración impresionista en los efectos de la luz al aclarar su paleta. Aunque más claros que los de Ranger, los colores de Talcott aún eran tenues en comparación con los de los impresionistas. La naturaleza de sus pinceladas también cambió, volviéndose más "parpadeante". Además de Hassam, DuMond también lo influenció artísticamente en esa época.

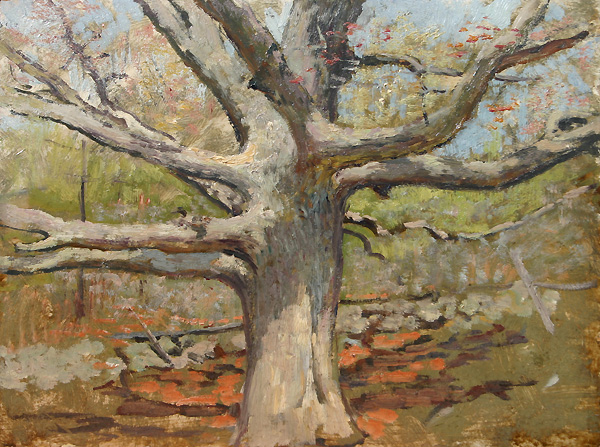
El gran roble

Aunque pintó algunos retratos, por ejemplo, de miembros de su familia, sus temas consistían principalmente en paisajes, a menudo representando escenas en los alrededores de Old Lyme y a lo largo del río Connecticut. Le gustaba especialmente pintar árboles, y era conocido y respetado por esas pinturas. Charles Vezin, otro artista de la colonia, dijo de Talcott: "Amaba y apreciaba profundamente la naturaleza, y su conocimiento de todas sus fases era inusual. . . . Sus compañeros reconocieron que nadie era su igual en el conocimiento de los árboles y cómo pintarlos".  A Talcott le gustaba trabajar al aire libre, creando bocetos al óleo que pintaba sobre paneles de madera. Estos bocetos a menudo tenían la calidad suficiente para que pudieran considerarse pinturas terminadas,  y fueron "admirados por su sentido de inmediatez y ricas texturas".
Talcott murió en su casa de verano de Old Lyme el 1 de junio de 1908 de un ataque al corazón cuando tenía 41 años.
En una reseña de una exposición de 1991 del trabajo de Talcott en el Museo Mattatuck, el crítico del New York Times dijo que Talcott era "tenía más talento que muchos de sus contemporáneos que alcanzaron la fama impresionista".

## Familia

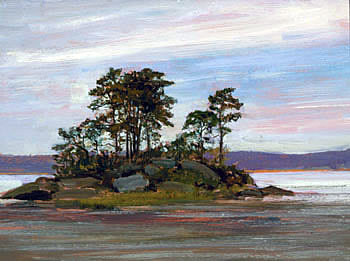
Isla de Río

En 1905, Allen se casó con Katherine Nash Agnew, hija del médico de Nueva York Cornelius Rea Agnew, y tuvieron un hijo, Agnew.  Los tíos de Talcott, John Butler Talcott y James Talcott, quienes juntos establecieron la American Hosiery Company, fueron mecenas de su trabajo y John fue el fundador, a través de una gran donación hecha en 1903, del New Britain Museum of American Art que tiene varias de las pinturas de Talcott en su colección.  
El sobrino de Allen Butler Talcott también fue un artista, el escultor, autor e ilustrador estadounidense Dudley Talcott.

## Exposiciones y colecciones
Los paisajes de Talcott fueron objeto de una sola exposición individual durante su vida, en las Galerías Kraushaar en 1907; una reseña en The New York Times señaló la capacidad de Talcott para combinar "un sentido poco común de la estructura y el esqueleto subyacente de un paisaje con una sensación de color".  Talcott expuso regularmente en varios lugares, incluida la Academia Nacional de Diseño, la Academia de Bellas Artes de Pensilvania, la Sociedad de Artistas Estadounidenses, el Wadsworth Atheneum, el Instituto Carnegie y la biblioteca de Old Lyme, así como en otros salones.
Talcott recibió una medalla de plata en 1904 en la Exposición de St. Louis. También ganó una medalla en la Exposición de Portland. Como parte de la celebración de su octogésimo aniversario en 1983, el Museo de Arte Americano de New Britain presentó una exposición de paisajes de Talcott.
Su obra se encuentra en las colecciones permanentes del Museo Metropolitano de Arte,  el Museo Florence Griswold,  el Museo Mattatuck,  el Museo de Arte Americano de New Britain, el Museo de Arte Lyman Allyn y el Museo de Arte Worcester. Talcott fue miembro del Club Salmagundi y del Club Lotos, y tiene obra incluida en la colección de este último.

## Galería

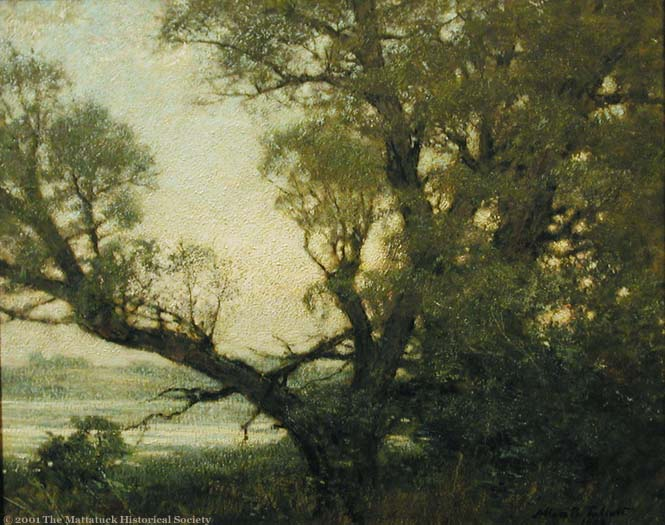
Noche
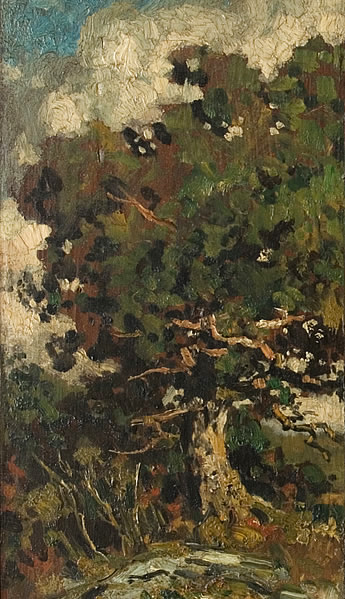
Oak Tree and Marshland, detalle del panel izquierdo
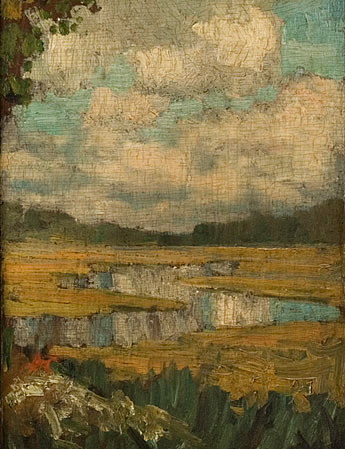
Oak Tree and Marshland, detalle del panel derecho
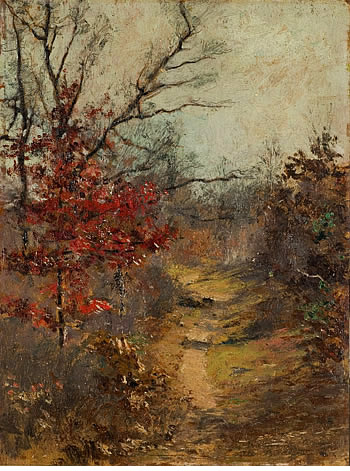
Camino por el bosque
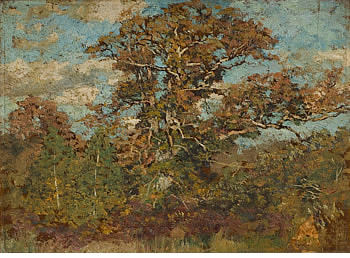
Roble esparcido
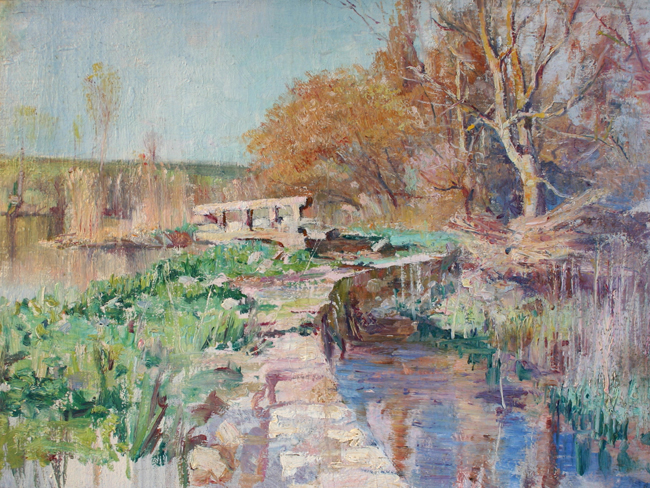
La brillante luz del otoño